# Bagalut
Bagalut, auch Bagalute, kommt aus der norddeutschen Umgangssprache bzw. dem Niederdeutschen und bedeutet so viel wie Rüpel oder Radaubruder, aber auch Schuft oder Kleinkrimineller, jedoch mit einer derb-kameradschaftlichen Note. Der Ursprung des Wortes ist nicht geklärt. Vermutet wird das Hervorgehen aus dem englischen bag o'loot (Beutel voller Diebes- oder Plündergut) in alten Seefahrertagen. Ebenso ist bag o’louts (lout = Lümmel, Rüpel, Flegel) als etymologische Wurzel nicht auszuschließen, vergleichbar dem deutschen „Lumpenpack“. Im Isländischen existiert das Wort „baggalútur“ in der Bedeutung kleiner Junge bzw. runder Stein, Kiesel.
Im Ruhrgebiet ist der Begriff „Bajuffen“ üblich.
Im ost- und südwestfälischen Raum benutzt man zwar auch den Begriff „Bagaluten“, spricht ihn aber mit hartem Konsonanten im Anlaut der zweiten Silbe aus, also „Backaluten“.
Die Mitglieder der Band Torfrock bezeichnen sich als „Bagaluten“. Deren Gründungsmitglied Klaus Büchner liefert auf Konzerten denn auch gerne die Erklärung für alle Nicht-Norddeutschen, was Bagaluten nun eigentlich sind: „Im Leben gibt’s die Bösen und die Guten. Und die dazwischen, das sind die Bagaluten.“
Die Kinderabteilung (von 0 bis 14 Jahre) von Hansa Rostock heißt Bagaluten-Bande. Sie verbindet die drei Vereinsangebote „Fußballschule“, „Ballschule“ und „Ferienlager“.